# Pandanus urophyllus
Pandanus urophyllus là một loài thực vật có hoa trong họ Dứa dại. Loài này được Hance miêu tả khoa học đầu tiên năm 1875.